# ميشيل بارتش هاكلي
ميشيل بارتش هاكلي (مواليد 12 فبراير 1990) هي لاعبة كرة طائرة أمريكية، فازت مع منتخب بلادها بذهبية أولمبياد 2020.